# Troy (Pennsylvania)
Troy  è una borough degli Stati Uniti d'America, nella contea di Bradford nello Stato della Pennsylvania. Secondo il censimento del 2000 la popolazione è di 1.508 abitanti.

## Società

### Evoluzione demografica
La composizione etnica vede una maggioranza di quella bianca (98,34%), seguita da quella asiatica (0,73%) dati del 2000.
| borough di Troy Popolazione |       |
| 2000                        | 1.508 |
| Stima al 2009               | 1.445 |